# ヌーヴェル・イヴ
『ヌーヴェル・イヴ』（原題: La nouvelle Ève）は、1999年に公開されたフランスの映画。 
日本では、1999年6月10日に第7回フランス映画祭横浜で上映された。また、2011年1月12日、2月6日・23日には東京国立近代美術館フィルムセンターの現代フランス映画の肖像にて上映された。

## キャスト
- カミーユ：カリン・ヴィアール
- アレクシス：ピエール＝ルー・ラジョ（フランス語版）
- イザベル：カトリーヌ・フロ
- ベン：セルジ・ロペス
- ルイーズ：ミレイユ・ルーセル（フランス語版）
- エミール：ローラン・リュカ（フランス語版）